# Красота и уродство
«Красота и Уродство» — третий студийный альбом российского рэп-исполнителя Oxxxymiron'а, знаменующий его полноформатное возвращение после длительного перерыва в музыкальной карьере. Работа была выпущена 1 декабря 2021 года, чуть больше, чем через 6 лет после предыдущего альбома исполнителя, «Горгорода», который вышел 13 ноября 2015 года.
Пластинка насчитывает 22 композиции, больше, чем любая из ее предшественников в дискографии исполнителя. Обложка альбома является слегка видоизмененной версией картины Бориса Гребенщикова, «Портрет Неизвестного И», оригинал которой был написан в 2018 году.
Альбом обрёл признание как среди критиков, так и среди обычных слушателей. В конце концов, положительно отмечен он был даже политическими деятелями. Коммерческий и статистический успех также не обошел «Красоту и Уродство» стороной: сразу же после выхода альбом попал в топ-5 глобального чарта Spotify, а в российском Apple Music так и вовсе сумел отобрать лидерство у альбома «Bandana I», который занимал лидерскую позицию на протяжении более чем месяца. Впоследствии, в треке «The Story of Alisher» Мирон даже кичился тем, что его третий альбом на протяжении почти года удерживал позицию в топ-10, а по состоянию на 11 сентября 2023 года пластинка всё ещё держится в топ-25.

## Предыстория
После выхода третьего микстейпа «Смутное время» продолжилась промо-кампания в поддержку нового альбома Oxxxymiron'a. 22 ноября 2021 года в девяти городах России: Москва, Санкт-Петербург, Екатеринбург, Воронеж, Казань, Краснодар, Ростов-на-Дону, Самара и Нижний Новгород, аналогичных рекламной кампании «Когда альбом», появились билборды с анонсом третьего студийного альбома Oxxxymiron'a — 1 декабря 2021 года.
Альбом вышел 1 декабря 2021 года в 22:42 по московскому времени на стриминговых сервисах.

## Создание альбома
Несмотря на то, что об истории создания альбома известно очень мало, исходя из имеющейся информации можно сделать вывод, что первые приготовления ко всей истории с «возвращением» Оксимирона начались ещё в 2019-2020 годах. Так, например, исходя из постов в официальном Telegram-канале исполнителя, первые демозаписи для треков, появившихся на альбоме, создавались ещё летом 2019 года. Достоверно известно что «Дрейдл», заключительный трек альбома, был среди них. Из официального видео о создании клипа к треку «Кто убил Марка?» и всех клипов, приуроченных к «Смутному времени», также можно узнать о том, что вся история с возвращением рэпера планировалась задолго до выхода самого альбома. Например, клип к треку «Мох» находился в разработке с декабря 2020 года.
Среди опубликованных демозаписей есть и такие, что датируются маем 2021 года. Поделился исполнитель и демо трека «Улет» с другим битом, которое было записано в 2020 году. Однако, что примечательно, несмотря на настолько продолжительную работу над альбомом, большую часть этого времени проект, предположительно, находился на ранней стадии. В демозаписях оказалось достаточно много отброшенного материала, а к трекам, которые, в конце концов, заимели релизные версии, продолжали подбирать биты.
По традиции Мирона, этот альбом также продолжали доделывать и полировать вплоть до последних часов перед выходом. В опубликованном самим исполнителем ролике можно видеть, как продюсер альбома, Danny Zuckerman и миксинг-инженер Макс Кравцов находятся в студии и проводят последние работы над всё тем же треком «Дрейдл». Видео было записано 26 ноября 2021 года, за 5 дней до выхода самого альбома.

## Содержание альбома

### Концептуальная составляющая
Как и предыдущая работа исполнителя, «Горгород», «Красота и Уродство» также носит определённый концептуальный характер, однако в этот раз куда более тонко вплетённый в общую канву альбома. При этом, сама концепция находится на поверхности: название альбома напрямую заявляет о ней, а обложка призвана ещё более красноречиво задать направление. За основу взята картина Бориса Гребенщикова, выполненная в абстрактном стиле, отличительной чертой которого зачастую является умение самого наблюдателя (а, в данном случае, ещё и слушателя) интерпретировать данные ему образы и придать ему субъективную ценность либо антиценность. Так и здесь, вероятно, Мирон предлагает слушателям самим для себя решить, является ли обложка «красотой» или «уродством». Впрочем, скорее всего, обложка точно так же, как и содержание альбома, передаёт мысль о том, что, там, где есть «красота», неминуемо существует и «уродство» и наоборот. Не зря ведь главными образами картины является оранжевое «нечто» и зелёный фон вокруг него, цвета которых, опираясь на цветовой круг, являются почти комплементарными, придавая обложке и её трактовке большей противоречивости.
Одноимённый трек «Красота и Уродство» целиком строится на сосуществующих глобальных и личностных контрастах. Наблюдая за происходящим вокруг, автор подмечает дуальность соседствующих и друг с другом феноменов, которые являются пускай и странным, но нормальным порядком вещей, пускай и несправедливым и, даже, отчасти ироничным, ибо, несмотря на то, что являются совершенно противоположными, тем не менее, умудряются уживаться друг с другом, как раз таки и задавая тему альбома о том, что, несмотря на повсеместно распространённое «уродство», где-то рядом с ним есть всё та же «красота». Эта тема имеет весьма разношёрстное раскрытие в альбоме, находя свое развитие в сродных темах. К примеру, в следующем же треке, «Нон-фикшн», через образ человека, помешанного на теориях заговора, Мирон транслирует очевидно абсурдные и бессмысленные для большинства людей вещи, рисуя таким образом альтернативное восприятие реальности лирическим героем трека, для которого все его теории являются истиной и, в каком-то смысле, «красотой», когда для всех окружающих это не более, чем просто бред и «уродство», лишний раз подчеркивая таким образом субъективность восприятия заглавной темы альбома. С другой стороны, в треке «Мы все умрём» исполнитель работает с темами того, что, несмотря на все былые невзгоды и неудачи или же, наоборот, заслуги, люди всё равно должны двигаться и смотреть вперёд. Вместе с этим присутствуют также и мотивы нахождения чего-то хорошего и жизнеутверждающего даже в таких, на первый взгляд, очевидно плохих вещах, как смерть. Всё это также находит своё развитие и другого рода перспективы в треках «Чувствую», «Партизанское радио», «Непрожитая жизнь», «Эспрессо Тоник», «Пантеллерия», «Лифт», «Улет», «Эминем», «Тень» и «Дрейдл», создавая поистине комплексную и неоднозначную картину «Красоты и Уродства».

## Выпуск альбома

### Релиз и последующие события
Несмотря на то, что альбом всё же вышел в заявленную дату, произошло это почти что ночью, из-за чего весь день 1 декабря продолжались обсуждения того, реален ли альбом или всё-таки нет. Впоследствии, альбом вышел на большом количестве площадок, среди которых были Spotify, Apple Music, Yandex Music. Также, альбом был доступен всем желающим для бесплатного прослушивания и скачивания в официальном сообществе исполнителя во ВКонтакте. Альбом сразу взлетел до верхов чартов. По словам пресс-службы Spotify Россия, «Хоп-механика» и «Мы все умрём» набрали более миллиона прослушиваний за первые несколько дней с момента выхода пластинки.
3 декабря, спустя 2 дня после релиза альбома, Oxxxymiron опубликовал видео, ставшее заключением многолетней истории с ожиданием альбома. В нём демонстрируется дрейдл с четырьмя гранями самого исполнителя, описанный в одноимённом треке. Кроме того, в описании к ролику прилагался не только весь «состав» гостевых появлений «Красоты и Уродства», но и благодарность техническому персоналу, создавшему все клипы, что предшествовали релизу альбома, в особенности Тиму Александрову (известному под псевдонимом Tim Roho) и его команде, с которой Мирон, впоследствии, вновь поработает над клипом «The Story of Alisher».
31 января 2022 года рэпер опубликовал видео, в котором отметил головокружительный успех альбома и поблагодарил слушателей за поддержку.

### «Первые концерты за 5 лет»
Вскоре после выхода альбома во всех соцсетях исполнителя было объявлено о предстоящих концертах в Москве и Санкт-Петербурге. Это должны были быть первые сольные концерты Оксимирона с момента начала его «перерыва», датой был назначен март 2022 года. Кроме того, рэпер также должен был появиться на фестивале «Боль» в Москве. Однако, из-за начала полномасштабного вторжения России на территорию Украины, исполнитель в опубликованном им обращении принял решение «перенести на неопределённый срок» заявленные ранее концерты, предоставив возможность возврата денег за билеты.
В последующем обращении Мирон анонсировал серию благотворительных концертов по городам Европы под названием «Russians Against War», для которых были организованы трансляции на YouTube, Twitch и Instagram, а вся прибыль была передана украинским беженцам. На заключительном концерте серии в Берлине прозвучал слегка отредактированный под политическую ситуацию текст одной из демозаписей с альбома, который в сообществе принято называть «Лукавый век».

## Список композиций
Слова и музыка всех песен Мирона Фёдорова. Все песни спродюсированы Danny Zuckerman. Альбом также включает в себя небольшое количество гостевых участий, среди которых Томми Кэш, записавший эдлибы для трека «Рашн Роуд Рейдж», вокалистки Тося Чайкина (припев в «Мы все умрём» и бэк-вокал в «Партизанское радио») и Айгель Гайсина из дуэта АИГЕЛ (в аутро «Намешано»), Дельфин с небольшим куплетом в «Чувствую» и, наконец, ATL и Игла с полноценными гостевыми куплетами в треке «Грязь».
| №                   | Название             | Гостевое участие    | Длительность |
| ------------------- | -------------------- | ------------------- | ------------ |
| 1.                  | «Хоп-механика»       |                     | 2:18         |
| 2.                  | «Агент»              |                     | 3:35         |
| 3.                  | «Красота и Уродство» |                     | 2:39         |
| 4.                  | «Нон-фикшн»          |                     | 3:35         |
| 5.                  | «Рашн Роуд Рейдж»    | Томми Кэш           | 2:38         |
| 6.                  | «Мы все умрём»       | Тося Чайкина        | 2:46         |
| 7.                  | «Чувствую»           | Дельфин             | 3:35         |
| 8.                  | «Окно в Париж»       |                     | 3:14         |
| 9.                  | «Партизанское радио» | Тося Чайкина        | 2:46         |
| 10.                 | «Непрожитая жизнь»   |                     | 3:55         |
| 11.                 | «Празднуй»           |                     | 4:56         |
| 12.                 | «Намешано»           | Айгель Гайсина      | 3:51         |
| 13.                 | «Эспрессо Тоник»     |                     | 1:55         |
| 14.                 | «Пантеллерия»        |                     | 2:53         |
| 15.                 | «Лифт»               |                     | 4:35         |
| 16.                 | «Грязь»              | ATL, Игла           | 3:32         |
| 17.                 | «Улет»               |                     | 2:31         |
| 18.                 | «Эминем»             |                     | 2:49         |
| 19.                 | «Рецензия»           |                     | 1:08         |
| 20.                 | «Африканские бусы»   |                     | 2:27         |
| 21.                 | «Тень»               |                     | 3:04         |
| 22.                 | «Дрейдл»             |                     | 2:26         |
| Общая длительность: | Общая длительность:  | Общая длительность: | 1:07:08      |

## Реакция

### Реакция слушателей
Альбом и, в особенности, его текстовая часть оказалась особенно обсуждаемой в сети. Подобное также привело к популяризации так называемых «оксиэкспертов» и вездесущей аналитики, разборов и «декодинга» треков исполнителя. Благодаря заинтересованности слушателей в понимании всего ими услышанного и, непосредственно, витиеватости и комплексности написанного Мироном, в 2022 году альбом занял 10-е место в списке самых популярных на сайте аннотаций и текстов песен Genius, что оказалось особенно иронично, учитывая, что сам исполнитель, можно сказать, предрекал подобный исход в треке «Африканские бусы», прокомментировав таким образом современную тенденцию то ли от собственного непонимания, то ли от лени и доступности информации пользоваться сайтами вроде того же Genius'а вместо того, чтоб пытаться проанализировать услышанное самостоятельно.

### Отзывы музыкантов
ЛСП, используя популярную на стриминговой платформе Twitch шутку, которую часто используют зрители топовых блогеров, прокомментировал альбом в своём Instagram-аккаунте: «Привет, Мирон. Это я, твой единственный слушатель. Я на протяжении многих лет создавал иллюзию того, что тебя слушают много людей, но это был я. Сейчас напишу это сообщение со всех аккаунтов». А также сделал репост нового альбома в своей группе ВКонтакте и Instagram-сторис.
Big Baby Tape высказался по поводу нового альбома Oxxxymiron’а в своём Instagram-аккаунте. «Это безусловно талантливо. Очень продуманные текста и интересная работа со словами и рифмами. Припевы говно», — написал рэпер. «Ну и п**** ту мач информации, я как будто учебник прочитал против своей воли. Для моего зумерского мозга слишком перенасыщено смыслами, аж больно стало», — добавил артист. Также он отдельно отметил отсылку на Kizaru в треке «Африканские бусы»: «Жирный дизлайк за дисс на Кизару».

### Реакция политиков
Заместитель председателя комитета Госдумы России по культуре Елена Драпеко обрадовалась выходу нового альбома и пожелала Oxxxymiron’у успехов и удачи. Она прослушала альбом и поделилась своими впечатлениями: «У него есть безусловное достоинство — он очень литературно грамотен, он талантлив. <...> Я слышала такое же: это начало 20-го века, Семен Кирсанов, Хлебников, даже Маяковский. Это все из этой серии. Только тогда это было без аккомпанемента». Также она отметила оппозиционные мотивы в песнях рэпера, но назвала их провокациями, на которые призвала не поддаваться. «Интеллигенция во все времена была оппозиционна любой власти — хоть царской, хоть советской, хоть современной — это нормально», — объяснила Драпеко.
Оппозиционный политический деятель Владимир Милов в программе «Милов по вторникам» заявил: «Это уже далеко не рэп. <...> Это такое очень яркое полотно о современной жизни в России». Меломан со стажем, Милов сопоставил воздействие альбома с «Группой крови» Виктора Цоя.
Высоко оценил творчество Оксимирона заместитель министра иностранных дел России Сергей Рябков: «Тексты Окси поразительны по своей глубине, их лучше слушать, на мой взгляд, убрав музыкальный фон, и изучать. Это большой талант <…> Мне нравится просто его сложение слов и его ассоциативные ряды. Мне очень нравится то, как он осуществляет качественные скачки, как электрон в атоме прыгает совершенно внезапно с одной орбиты на другую, так вот и рэп Оксимирона»
| Оценки критиков | Оценки критиков |
| Источник        | Оценка          |
| --------------- | --------------- |
| InterMedia      | 8/10            |

### Отзывы в специализированных музыкальных изданиях
Главный по спецпроектам и музыке на «Афише Daily» Николай Овчинников выпустил рецензию на альбом под названием «Наши ожидания — наши проблемы. Николай Овчинников — о „Красоте и уродстве“ Оксимирона». Позднее, на этом же сайте вышло ещё две рецензии — обе оказались, исходя из названия статьи, «злыми». В них Владимир Завьялов называет Оксимирона «фейсбук-рэпом», а Николай Кубрак подводит итоги словами «Оксимирон смог накалить ожидания альбома до максимума. Но его личность снова перевесила музыку. Пока все ждали новой формы, смелых лозунгов и эксперимента, с альбомом произошло худшее — он оказался обычным».
Редактор отдела «Культура» на Lenta.ru Илья Кролевский выпустил рецензию «Он вам не омикрон. Оксимирон выпустил альбом „Красота и Уродство“. На нём рэпер зачитал обо всём». В ней автор текста отмечает, что «„Красота и Уродство“ не сильно выделяется из остального творчества Оксимирона», однако и отмечает, что «нет, Оксимирон за шесть лет без альбома актуальность, как он иронизирует в «Рецензии», вовсе не растерял. И с нами, по-видимому, останется еще надолго».
Александр Горбачёв в своей рецензии на сайте Meduza отметил, что Оксимирон в своём альбоме «наводит мост между хип-хопом и большой культурой», при этом оставаясь поэтом, который «просто отсекает тех, кто не готов к разговору». «„Красота и уродство“ — совсем не продолжение „Горгорода“. Это действительно в некотором смысле обнуление», — считает он.
Редакция сайта The Flow в числе Андрея Никитина, Андрея Недашковского, Кирилла Бусаренко и Максима Саблина положительно высказалась об альбоме, назвав релиз «главным альбомом года» в русском рэпе, похвалив смысловую нагрузку и музыкальную составляющую альбома. Также, The Flow поместили альбом на 1 позицию в «Топ-50 отечественных альбомов 2021».
Олег Кармунин из редакции Forbes назвал Oxxxymiron'а «президентом русского рэпа», выразив восхищение альбомом, назвав релиз важнейшим в русском рэпе: «Оксимирон решает главную проблему русской музыки: у нас огромная, но невидимая индустрия. Много музыки, но мало событий».
Костя Митрошенков и Паша Яблонский из The Village назвали альбом «самокопанием автора, но на этот раз, абсолютно серьёзным», похвалив культурные отсылки и тексты с двойным смыслом. «„Красота и уродство“ сделает всех счастливыми — и это парадоксальный итог для такого, казалось бы, нонконформистского релиза».

### Мнение самого Oxxxymiron'а
В ныне удаленном видео, опубликованном на официальном аккаунте исполнителя в TikTok, Мирон поблагодарил своих слушателей за невиданную, по его мнению, поддержку и аномальные прослушивания на столь «не конъюнктурном» релизе «не в духе времени». Рэпер также отметил, что положительная реакция на альбом резонирует и с ним самим: «Я вам очень благодарен, потому что альбом мне очень нравится. Наверное, это, на данный момент, мой любимый альбом из моих трёх и поэтому я рад, что большинству из вас он тоже зашёл, и поэтому для меня важны вот эти цифры».